# Великий Співанник Червоної Калини
«Великий Співанник „Червоної Калини“» (нотне видання) — збірник обробок стрілецьких і народних пісень для мішаного, чоловічого і жіночого хорів, опублікований у Львові 1937 року в редакції Зиновія Лиська.
Великий Співанник «Червоної Калини»: збірник пісень стрілецьких, історичних (козацьких), побутових, обрядових, жартівливих в опрацьованні для хорів – мішаного, мужеського й жіночого a capella / ред. З. Лисько. — Львів: Вид. Кооператива «Червона Калина», 1937

## Історія
У 1934 році з нагоди 20-ліття створення Легіону Українських Січових Стрільців Видавнича Кооператива «Червона Калина» запланувала декілька пам'ятних видань. Найвагомішими проектами були альбом «Українські Січові Стрільці» із великою кількістю світлин воєнного часу, «Історія Легіону Українських Січових Стрільців» О. Думіна і стрілецький співаник. Зиновія Лиська було запрошено редактором стрілецького співаника не лише як відомого композитора та музикознавця, але і як добровольця Легіону Українських Січових Стрільців. Робота над виданням співаника тривала орієнтовно два роки і внесок З. Лиська — редактора й упорядника видання, в його остаточний вигляд, ймовірно, був дуже значним. Очевидно, З. Лиськові та композиторській секції СУПроМ-у належала ідея видати стрілецьких співаник у великому альбомному форматі і як своєрідну антологію авторської обробки стрілецької та української народної пісні. «Великий Співанник „Червоної Калини“» було видано у Львові 1937 року за участі Видавничої Кооперативи «Червона Калина» і Союзу Українських Професійних Музик. Співаник став чи не найкращим нотним виданням, підготовленим композиторською секцією СУПроМ-у. «Співанник» вийшов тиражем 3 тис. примірників у друкарні «Бібльос»

## Характеристика
Це видання формату великої диригентської партитури, обкладинка в кольоровому оформленні М. Бутовича: зображений козак-бандурист в обрамленні орнаменту із переплетених гілок калини і мотивів української вишивки, з виразною перевагою червоних барв.

## Зміст
Разом у співанику є композиції 229 творів 14 українських митців першої половини ХХ ст. Зі стрілецької пісенної спадщини польська цензура заборонила публікувати пісню Р. Купчинського «Ой, та й зажурились стрільці січовії».
- - Василь Барвінський — 16 пісень, з них 4 — стрілецькі;
  - Михайло Гайворонський — 6 (всі стрілецькі пісні);
  - Микола Колесса — 48, з них 14 — стрілецькі;
  - Борис Кудрик — 5, з них 4 — стрілецькі;
  - Зиновій Лисько — 54, з них 20 — стрілецькі;
  - Станіслав Людкевич — 4, 1 — стрілецька;
  - Нестор Нижанківський — 21, з них 8 — стрілецькі;
  - Антін Рудницький — 2, в т. ч. 1 — стрілецька;
  - Роман Сімович — 6 народних пісень;
  - Микола Лисенко (29 обробок народних пісень);
  - Микола Леонтович (20, з них одна стрілецька пісня «Зажурились галичанки»);
  - Кирило Стеценко (13, всі зразки є церковними колядами, колядками і щедрівками);
  - Пилип Козицький (4);
  - Михайло Вериківський (1).

Всі пісні поділені на 10 розділів:
- І. Стрілецькі пісні (60 творів);
- ІІ. Історичні, козацькі (41);
- ІІІ. Чумацькі, бурлацькі, рекрутські, парубоцькі (9);
- IV. Любовні (23);
- V. Побутові (15);
- VI. Коляди, колядки, щедрівки (30);
- VII. Веснянки, гаїлки, купальні (23);
- VIII. Побутові, [тут — у значенні обжинкових] (6);
- IX. Заручальні, весільні, хрестильні (13);
- X. Жартівливі (5).

## Відгуки і значення
- Співанник цей може і повинен стати підручною книгою кожного українського хору, — джерелом справжнього, здорового мистецтва, що має оживлювати, підбадьорювати і скріплювати українського Духа у днях зневіри, чи знесилення, в нестримнім гоні до сонця золотого. (Зиновій Лисько, 1937)[1]
- «Великий Співанник „Червоної Калини“» приносить незвичайно цінний вклад у скарбницю української літератури, знаменує дійсну обнову нашого хорового репертуару… (Філарет Колесса, 1937)[2]
- "Великий Співанник «Червоної Калини» «не тільки служитиме всім нашим хорам, але буде й гарною настільною книгою у наших вітальнях, що репрезентуватиме нашу співочу культуру. Воно добре мати завжди на очах наші національні культурні скарби. Нехай їх істнування вбивається в нашу свідомість, щоб не ходили ми вічно бідні і принижені, але набиралися національної гордости» (О. Боднарович, 1937)[3]

## Примірники видання
Сьогодні у книго- і нотозбірнях України та української діаспори можна відшукати певну (дуже невелику) кількість примірників «Великого Співанника „Червоної Калини“». Крім двох екземплярів «Великого Співанника „Червоної Калини“», що зберігаються у відділах ЛННБ ім. В. Стефаника, спираючись на різні джерела, в тому числі й електронні бібліографічні покажчики та описи архівів, є ще примірники у фондах Національної бібліотеки України ім. В. Вернадського, бібліотеки Наукового товариства імені Шевченка у США, архіву З. Лиська, що міститься в Українському Науковому Інституті Гарвардського Університету, як найбільшу цінність і реліквію все своє життя співаник переховував у Львові український композитор, один із співаторів цього видання М. Колесса. Б. Якимович наприкінці 1980-х років зробив 10 копій видання на апараті РЕМА із оригіналу, позиченого у відомого львівського книгомана Василя Стасини. Теж від 2017-го року екземпляр «Великого Співанника» Червоної Калини" зберігається в Приватній бібліотеці Олега Павліва ім. Григорія Сковороди (про це інформувало Товариство «Опір Західної України» в Празі (Чехія) на своєму вебсайті у повідомленні № 8 (11)/2017). Однак раритетність видання, і як наслідок ускладнені можливості практичного вжитку, зовсім позбавляють його тих мистецьких і прикладних функцій в розвитку сучасної національної культури і свідомості українства, які первісно мали на меті автори, упорядники й видавці співаника, позбавляє суспільство вагомої частки можливостей живого
пісенного діалогу із минулим.